# Tore Martin Søbak Gundersen
Tore Martin Søbak Gundersen (* 4. Dezember 1987) ist ein ehemaliger norwegischer Skilangläufer.

## Werdegang
Gundersen, der für den Lillehammer Skiklub startete, lief im Januar 2007 in Sjusjøen erstmals im Skilanglauf-Scandinavian-Cup und belegte dabei den 74. Platz im 15-km-Massenstartrennen. Bei den Nordischen Junioren-Skiweltmeisterschaften 2007 in Tarvisio wurde er Sechster im Sprint. In der Saison 2008/09 kam er mit zwei Top-Zehn-Platzierungen, darunter Platz zwei über 10 km Freistil in Ulricehamn auf den 11. Platz in der Gesamtwertung des Scandinavian-Cups. Dies war seine beste Gesamtplatzierung im Scandinavian-Cup. Sein Debüt im Skilanglauf-Weltcup hatte er im März 2010 in Oslo, das er auf dem 41. Platz im Sprint beendete. Im Februar 2011 holte er in Drammen bei seinem zweiten und letzten Weltcupauftritt mit dem 12. Platz im Sprint seine ersten und einzigen Weltcuppunkte. Sein letztes internationales Rennen lief er im März 2014 beim Engadin Skimarathon. Dabei belegte er den 50. Platz über 42 km Freistil.